# NGC 3061
NGC 3061 is een balkspiraalstelsel in het sterrenbeeld Draak. Het hemelobject werd op 2 april 1801 ontdekt door de Duits-Britse astronoom William Herschel.

## Synoniemen
- UGC 5319
- MCG 13-7-40
- ZWG 350.36
- KARA 382
- IRAS 09513+7606
- PGC 28670